# Mike Judge Presents: Tales from the Tour Bus
Mike Judge Presents: Tales from the Tour Bus è una serie televisiva animata statunitense del 2017, creata da Mike Judge, Richard Mullins e Dub Cornett.
La serie è stata trasmessa per la prima volta negli Stati Uniti su Cinemax il 22 settembre 2017 e attualmente conta un totale di 16 episodi suddivisi in due stagioni.

## Genere e struttura
La serie è presentata come un racconto orale biografico di musicisti con ogni stagione che si concentra su un genere specifico. È narrato da Mike Judge e racconta aneddoti di artisti famosi come se fossero raccontati dalle loro famiglie, dai loro compagni di band e da stretti collaboratori. I soggetti intervistati sono raffigurati in rotoscope e i loro aneddoti in uno stile di animazione a rodovetro in contrasto, intervallati da filmati di performance e filmati di notizie e servizi televisivi.

## Produzione

### Ideazione e sviluppo
Il 12 gennaio 2017 è stato rivelato che Cinemax aveva ordinato la produzione di una prima stagione composta da otto episodi per una nuova serie televisiva. La serie è stata creata da Mike Judge, Richard Mullins e Dub Cornett. Inoltre, Judge e Cornett fanno da produttori esecutivi, Bob Engelman da co-produttore esecutivo e Mullins da produttore. Il 14 settembre 2017, Cinemax ha rivelato il trailer ufficiale della prima stagione.
Il 16 maggio 2018 è stato annunciato che la serie è stata rinnovata per una seconda stagione, spostandosi dal precedente genere country usato nella prima stagione a James Brown e il P-Funk. Ad unirsi al gruppo creativo della serie ci sono Mark Monroe come produttore co-esecutivo e Nelson George come produttore consulente. Il 4 ottobre 2018 è stato rivelato che la seconda stagione sarebbe stata presentata in anteprima il 2 novembre 2018.

## Episodi
| Stagione         | Episodi | Prima TV USA | Prima TV Italia |
| ---------------- | ------- | ------------ | --------------- |
| Prima stagione   | 8       | 2017         | 2018            |
| Seconda stagione | 8       | 2018         | 2019            |

## Accoglienza

### Critica
La prima stagione è stata accolta positivamente dalla critica. Sul sito di recensioni Rotten Tomatoes, la serie ha una valutazione di approvazione del 100% con un punteggio medio di 8,5 su 10, basato su 6 recensioni. Metacritic, che utilizza una media ponderata, ha assegnato alla serie un punteggio di 83 su 100 basato su 5 critici, indicando "recensioni generalmente favorevoli".